# Die unsichtbare Mauer
Die unsichtbare Mauer ist ein Roman des deutschen Schriftstellers Stefan Andres aus dem Jahr 1934. In diesem teilweise autobiographischen Werk stellt Andres die Ereignisse um den Bau der Dhrontalsperre in der Nähe von Trier im Jahr 1912 bis 1914 dar, wodurch sich die Lebensumwelt und die -umstände der ansässigen Müller im Dhrontal radikal verändern. Das Werk spielt in der Spätzeit des Deutschen Kaiserreichs vor Beginn des Ersten Weltkriegs.

## Handlung
Die Erzählung beginnt mit der Schilderung einer intakten, wenn auch etwas ländlich-zurückgebliebenen, behäbigen Welt und Sozialstruktur im Dhrontal, in der die Müller ohne weitere Aufregung ihrem Handwerk nachgehen. Erste Unruhe kommt auf, als Wendelin Riedenburger ankündigt, die Stadt Trier plane in diesem Talabschnitt den Bau einer Talsperre. Wendelin ist ein Sohn aus der Riedenburgmühle, der vor Jahren zum Studium in die Stadt gegangen ist und nun als junger, ehrgeiziger Baurat zurückkehrt.
Zu diesem Vorhaben nehmen die Müller unterschiedliche Positionen ein. Strikt gegen die Neuerung ist und bleibt Marjam Müller von der Eselsmühle, genannt die ‚Eselsmarjam‘ wie auch ihr Sohn Pitter. Beide fürchten den Verlust ihres gewohnten Umfeldes und lehnen es ab, sich an die Bauherren zu verkaufen: 

„„Das sind ein paar Pfiffikusse, und euer Junge ist der Schlimmste dabei, die wollen an unsrer Sach reich werden!““

Die Eheleute Berend und Traut von der Knickwiesmühle erbitten sich Bedenkzeit, jedoch kommt ein Verkauf des Wasserrechtes ihnen sehr gelegen, da die Bauern kaum mehr dort mahlen lassen. Traut hat ihren ärmlichen Bräutigam zu Gunsten des wohlhabenden Knickwiesmüllers ausgeschlagen und in der Folge ein behindertes Kind geboren. Deshalb vermutet man, auf der Mühle liege ein Fluch. 
Klaus Edinger, der Müller der Fichtelmühle, genannt das ‚Fichtelkläschen‘, ist bereit für die Abtretung seiner Eigentumsrechte unter der Bedingung, dass die von der Stadt in Aussicht gestellte Abfindung seinen Erwartungen entspricht. Er ahnt, dass der vielzitierte „Gemeinnutz“ lediglich eine Floskel der modernen Wirtschaft ist, hinter der sich die wahren Gewinner der Maßnahme verbergen. Auch Nikodemus Riedenburger ist der Verkauf der Mühle gegen einen angemessenen Preis recht. Wendelins Vater ist sich dessen bewusst, dass er seinen vielen Kindern auf der veralteten Mühle im Dhrontal keine gesicherte Zukunft garantieren kann. 
Sehr angetan von der Baumaßnahme und der davon erhofften Stromversorgung ist Eucharius Wetzstein von der Wetzsteinmühle. Schon immer hat der etwas eitle Mann, der einen prachtvollen Schnurrbart trägt, großes Interesse an technischen Neuerungen gezeigt und von den Segnungen einer Stromversorgung im Tal geträumt.
Wendelins Rückkehr wird auch aus einem anderen Grund problematisch: Zwischen den Männern und ihm herrscht eine Konkurrenzsituation wegen Maari Edinger, der Nichte des Fichtelkläschen. Noch immer hat die einstige Jugendfreundin Wendelins Weggang nicht verwunden, obwohl sie hellsichtig erkennt, dass sie mit dem kühl kalkulierenden Akademiker keine gemeinsame Zukunft gestalten kann. Wendelin muss sich selbst eingestehen, dass er sich in vielerlei Hinsicht von den Menschen und ihrer Lebensart entfremdet hat: 

„„Er war Beauftragter, und ein Auftrag entfremdet uns meist dem eigenen Gefühl für das Eigentliche und Rechte.““

In dieser Situation bringt ein alberner Streich zahlreiche Ereignisse ins Rollen. Nach einem feucht-fröhlichen Dreschfest erzählt man Eucharius, der ebenfalls Maari verehrt, diese warte im ‚Bildchen‘ einem Kapellchen im Wald, auf ihn. Als er dort ankommt, muss Eucharius erkennen, dass er gefoppt wurde. Man trinkt und feiert im Wald weiter, wo Eucharius völlig betrunken einschläft. Am anderen Morgen muss er feststellen, dass man ihm die Hälfte seines Schnurrbartes abgeschnitten hat. In seiner Mannesehre gekränkt, leitet er in Trier ein Verfahren ein, wobei er Pitter, der ebenfalls die Fichtelmaari gewinnen will, als den vermuteten Übeltäter anzeigt.
Pitter weigert sich, seiner Ladung zu Gericht nachzukommen. Er leistet den Anordnungen des Gendarms, der ihn vorführen soll, Widerstand. Als Wendelin vermitteln will, greift Pitter den verhassten Nebenbuhler und Heimatverräter in äußerst aggressiver Weise an. In Notwehr blendet Wendelin seinem Kontrahenten, sodass dieser komplett sein Augenlicht verliert. In der Folge wendet sich Maari völlig von Wendelin ab. Als sie und Pitter heiraten, begegnen die Müller des Tals Wendelin noch restriktiver.
Der Bau der Talsperre wird von dem Ingenieur Dr. Dupienne geleitet, wobei dieser, als er Maari ein ungebührliches Angebot macht, von Pitter zu Tode gebracht wird. Die Vollendung des Bauwerks wird dadurch aber nur verzögert; die Fertigstellung wird von Wendelin übernommen.
Das weitere Schicksal der Müller gestaltet sich unterschiedlich. Die Eselsmarjam stirbt. Pitter verkraftet seine Blindheit, Maaris fehlende Liebe, den Tod ihres Neugeborenen und den Verlust des heimatlichen Raumes nicht, und nimmt sich das Leben. Die Riedenburgers verlassen das Tal. Sie richten sich in Tarattem in einem neuen Haus ein und nehmen eine Tätigkeit als Winzer auf. Während die großen Söhne sich in dieser Existenz zurechtzufinden beginnen, fängt Vater Riedenburger an zu trinken und wird als ‚der versoffene Wingertmüller‘ von allen verlacht.
Fichtelkläschen verschwendet seine Kräfte in Prozessen mit der Stadt um die Höhe der Abfindung für seine Mühle. Die Knickwieschen Müller haben fast das halbe Tal aufgekauft und sind damit sehr zufrieden. Eucharius scheint ebenfalls zu gewinnen, da er rechtzeitig in eine Ölmühle investiert hat. Auch ist er der Einzige, der, wenn auch auf eigene Kosten, von der Stromversorgung profitiert, da seine Mühle nah am Stromweg nach Novimagen gelegen ist. Für die anderen Anlieger ist es der Elektrizitätsgesellschaft zu kostspielig, Leitungen in das abgelegene Tal zu verlegen. 
Nach all diesen Ereignissen zieht sich Wendelin resigniert zurück, aber für ihn bleibt wenig Zeit zum Nachdenken, da der sich seit längerem ankündigende Erste Weltkrieg ausbricht, der alles verändern wird.
In diesen wesentlichen Erzählsträngen der Haupthandlung treten zahlreiche Nebenfiguren auf, wie das Besenlitzchen und der Warzenjakob – das immer nach einer Sensation heischende Landstreicherpaar –, Wendelins unterschiedliche Geschwister Florenz, Martin und Ziska, und die ‚Groß Ulf‘, die weise und bedächtige Großmutter der Familie Riedenburger.

## Interpretationsansätze
Die Romanhandlung trägt zahlreiche autobiographische Züge. Der Müllerssohn Stefan Andres erlebte in seiner Kindheit den Bau der Dhrontalsperre und den Umzug seiner Familie aus der väterlichen Mühle nach Schweich. Ortsnamen hat er in seinem Roman verändert, die meisten davon sind dennoch mühelos erkennbar.
Die literaturgeschichtliche Einordnung von Andres‘ Roman bereitet Schwierigkeiten, wobei in dem rund 40 Jahre nach der Hochphase des Naturalismus entstandenen Werk spätnaturalistische Züge erkennbar sind. Die Müller leiden unter der rasanten Technisierung und dem materialistischen Denken der Elektrizitätsgesellschaften, sie haben mit dem Verlust tradierter Werte zu kämpfen, wobei religiös geprägte Haltungen unweigerlich den Anstrich des Altmodischen erhalten. Die Darstellung gesellschaftlicher Außenseiter und die Verwendung dialektaler Passagen sind typisch naturalistisch. Allerdings sind die Figuren des Romans nicht, wie in jener Epoche, völlig verarmt, sondern es geht um die Problematisierung der Umbruchssituation durch den geplanten Talsperrenbau. 
Auch eine einigermaßen angemessene Entschädigung kann nicht verhindern, dass die meisten Müller ihre gewohnte soziale Gemeinschaft verlieren. Mit dem Verkauf der Wasserrechte wird neben der räumlichen Entwurzelung der Talbewohner zugleich ihre spezielle berufliche Qualifikation als Müller wertlos. Die Betätigung in einem anderen Arbeitsfeld erfolgt als ungelernte Kraft, was einer Herabsetzung ihres Sozialprestiges gleichkommt. Dies führt, vornehmlich für die Älteren, zu psychischen Problemen. 
Zwischenmenschliche Bezüge werden aufgelöst, sogar Liebesbeziehungen scheitern. Der Konflikt zwischen beiden Lebensformen verkörpert sich in der Figur des Wendelin Riedenburger, der einerseits als Ingenieur reüssieren will, andererseits aber schmerzlich die entfremdende Wirkung dieser Maßnahme und den Verlust seiner Jugendfreundin Maari erfahren muss. 
Die Frage, wer von der Talsperre profitiert, ist ein weiterer Aspekt des Romans. Von den Müllern im Tal bereichert sich der sowieso schon wohlhabende Knickwiesmüller, möglicherweise auch Eucharius mit seiner Ölmühle. Die weiteren Anwohner sind Verlierer der Umstrukturierung. 
Die Undurchsichtigkeit des modernen Staates, die bereits im Titel ‚Die  unsichtbare Mauer‘ ihren Niederschlag findet, ist ein konstituierendes Thema dieses Romans. Hatten die Weber im gleichnamigen naturalistischen Theaterstück von Gerhart Hauptmann im Fabrikbesitzer Dreißiger und seinem Eintreiber Pfeifer noch greifbare Feinde, so können die betroffenen Müller nur gegen diffus erkennbare Gegner kämpfen. Die Eselsmarjam ahnt, dass sich hinter der Maßnahme ein paar ‚Profitjäger der Stadt‘ verbergen; weitere Maßnahmen kann die wehrlose Frau aber nicht ergreifen. Fichtelkläschen zehrt sich auf im Kampf gegen eine Justiz, die selbst dem etwas weltgewandteren Talbewohner nicht wirklich fassbar ist.
In der Übertragung auf ‚das Größere‘, nämlich die Ebene des bevorstehenden Ersten Weltkrieges, spiegelt sich die Problematik einer zweifelhaften staatlichen Fürsorge im Schicksal des jungen Florenz, der bei einer Sanitätsübung als Verletzter einfach nicht gefunden oder schlicht vergessen wird.
Die Undurchsichtigkeit der modernen Welt findet ihre Parallele auch in der Episode des unaufgeklärten Schnurrbartfrevels, der symbolisch für die Undurchdringbarkeit der Machenschaften in einer modernen Welt fungiert; ebenso der Verlust von Pitters Augen, wobei dessen Blindheit ihn in gewisser Weise sehend macht.

## Ausgaben
- Die unsichtbare Mauer. Diederichs, Jena 1934.
- Die unsichtbare Mauer. Büchergilde Gutenberg, Berlin 1937.
- Die unsichtbare Mauer. Moselkraftwerke, Saffig bei Andernach 1988.
- Die unsichtbare Mauer. Stefan-Andres-Gesellschaft, Schweich 1991.
- Die unsichtbare Mauer. Mit einem Nachwort von Wolfgang Keil und einem Glossar von Hermann Erschens und Herbert Pies. Stefan-Andres-Gesellschaft, Schweich 2013.

### Übersetzungen
- Nezrimaja stena. (russ.: „Die unsichtbare Mauer“). Übersetzt von S. Fridljand. Raduga, Moskau 1995.